# Plomari (Ouzo)

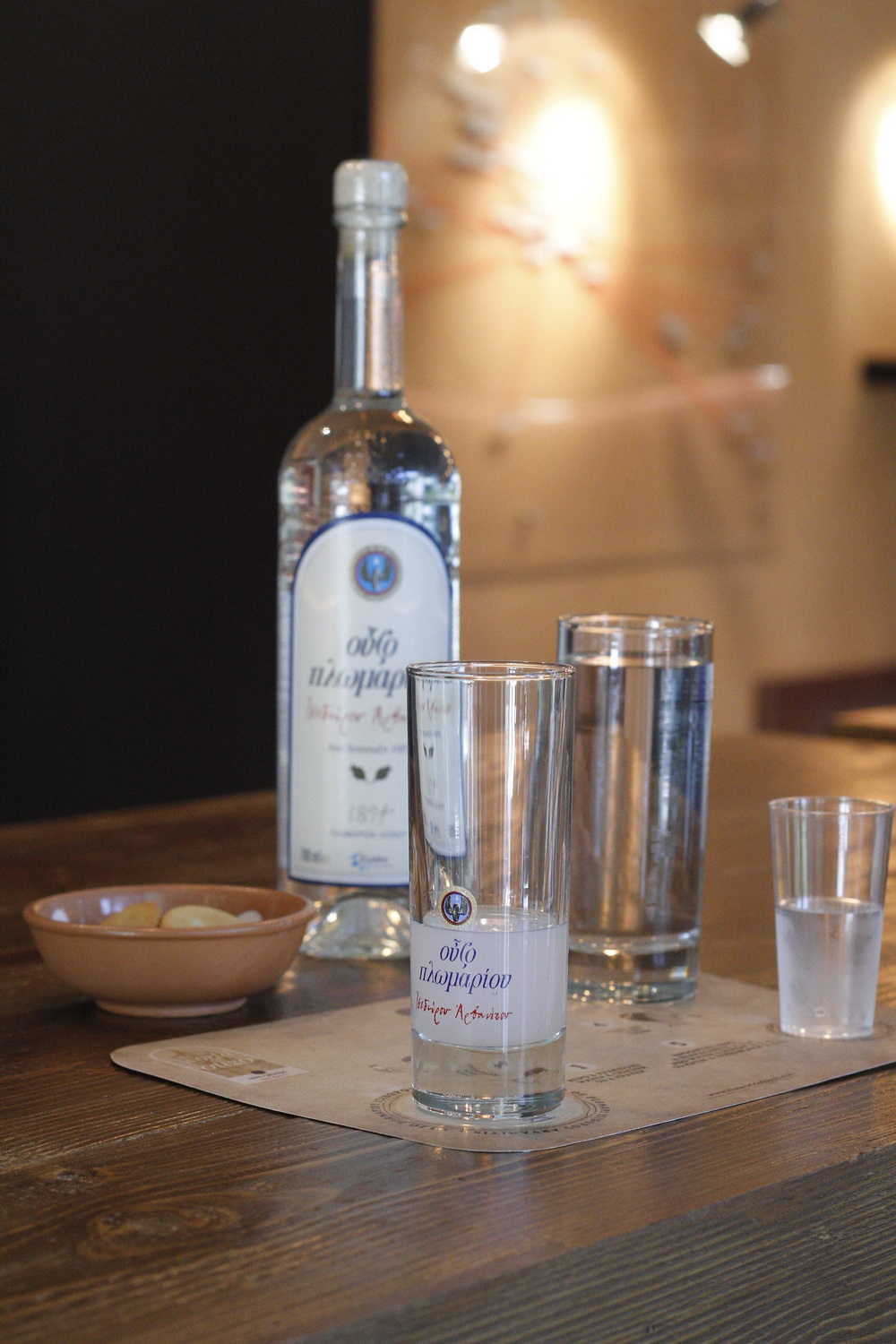
Plomari

Plomari (griechisch Ούζο Πλωμαρίου) ist ein griechischer Ouzo. Hergestellt wird er auf Lesbos. 
Der Ouzo wurde erstmals 1894 von Isidoros Arvanitis hergestellt. Die Spirituose wird in mehr als 40 Länder exportiert. Bis heute ist die Rezeptur unverändert. Der Ouzo hat 40 % Volumenprozent.